# Georg Hasse

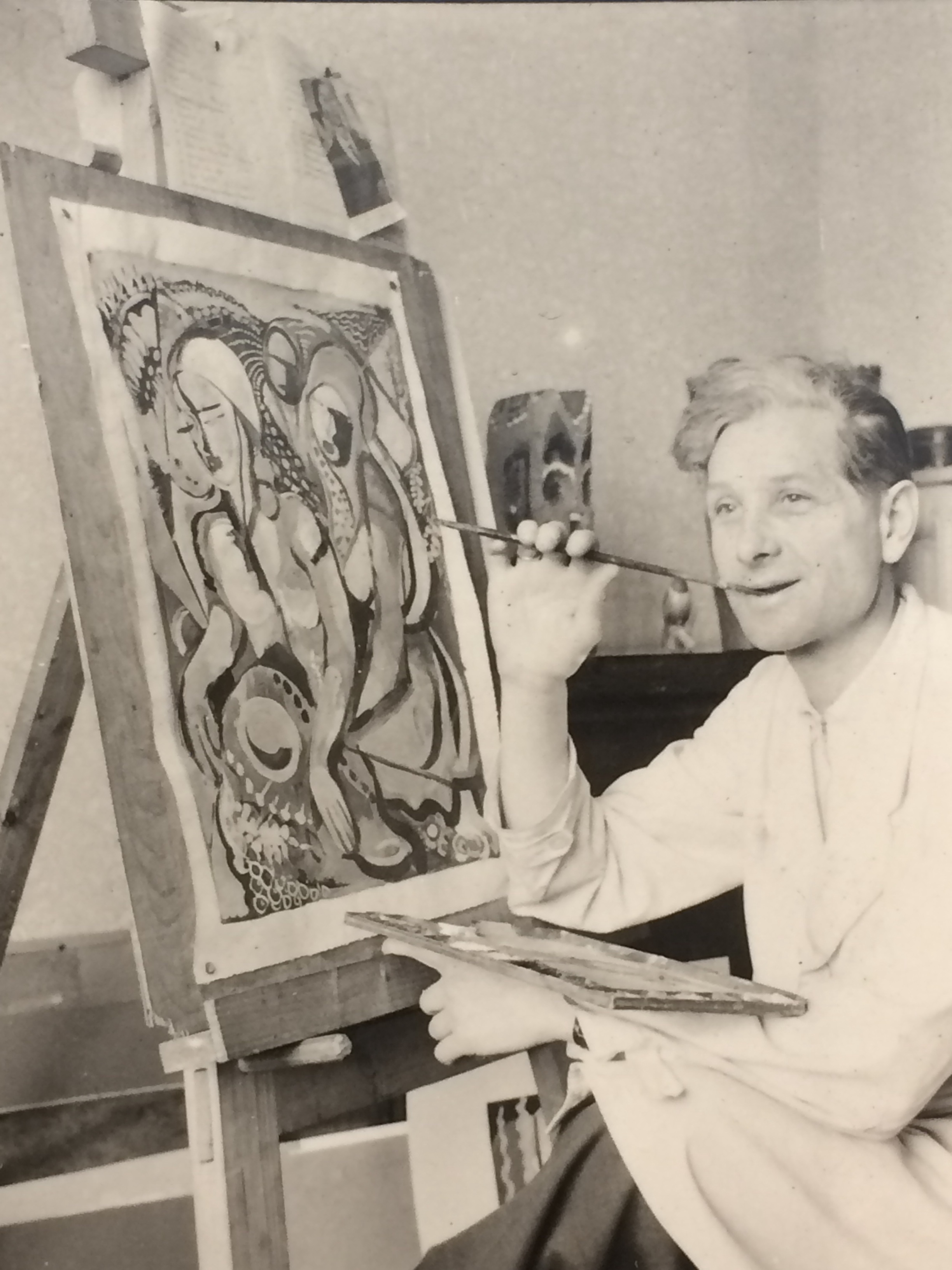
Georg Hasse

Georg Hasse (* 8. März 1905 in Königsberg; † 23. Dezember 1978 in Heide) war ein deutscher Maler, Zeichner und Kunsterzieher.

## Leben
Geboren wurde Georg Wilhelm Hasse am 8. März 1905 als zweiter Sohn eines hohen Verwaltungsbeamten in Königsberg und wuchs dort mit seinen drei Brüdern Walter (geb. 1903), Clemens Hasse (geb. 1908, Schauspieler) und Kurt Hasse (geb. 1916, Kameramann) in einem kreativen, humanistisch geprägten Umfeld auf. Dort machte er 1924 Abitur und besuchte anschließend die Königsberger Kunstakademie, wo er u. a. bei Karl Storch d. Ä. ausgebildet wurde. Anschließend studierte er von 1926 bis 1935 an der Kunsthochschule Berlin bei Willy Jaeckel. Bereits während seiner Ausbildungszeit arbeitet er sehr produktiv in seinem Atelier in der Ziegelstrasse in Königsberg und in der freien Natur der ostpreußischen Nehrungslandschaften. In den Jahren 1933 bis 1944 nahm Georg Hasse an allen Kunstausstellungen des Königsberger Kunstvereins in der Kunsthalle Königsberg mit jeweils mehreren Werken teil, von April bis Oktober 1942 zudem an der Ausstellung „Neuzeitige Graphik“. Im April 1944 fand eine Georg Hasse gewidmete Einzelausstellung mit dem Titel „Vision und Wirklichkeit“ im Lovis-Corinth-Saal des Königsberger Schlosses statt. Fünf Zeichnungen wurden für das Graphische Kabinett der Stadt Königsberg angekauft. Im gleichen Jahr nahm er an der Gruppenausstellung „Ostpreussische Künstler. Aquarelle und Graphik“ des Kunstvereins Hamburg teil. Die meisten Arbeiten Georg Hasses vor 1945 dürften angesichts der kriegsbedingten Zerstörung Königsbergs als verloren gelten.
Nach dem Staatsexamen für das Lehrfach Kunsterziehung war Georg Hasse an verschiedenen ostpreußischen Gymnasien, zuletzt in Hohenstein, Osterode tätig. Ab 1939 wurde er zum Kriegsdienst eingezogen. Nach einer schweren Kriegsverletzung Ende 1944 nutzte Georg Hasse den Genesungsurlaub, um Ende Januar 1945 mit seiner Familie – Ehefrau Gisela, Sohn Michael (geb. 1942) und Tochter Franziska (geb. 1944) – im letzten planmäßigen D-Zug von Königsberg über Pommern nach Schleswig-Holstein zu fliehen. Dort fand die Familie zunächst eine Unterkunft in Tetenbüll/Eiderstedt. 1946 zog die Familie nach Heide/Holstein, wo Georg Hasse an der Oberrealschule (heute Werner-Heisenberg-Gymnasium) bis 1966 wieder in seinem Beruf als Kunsterzieher wirkte und bei den Schülern eine außergewöhnlich große Begeisterung für das Theaterspielen weckte (Auftritte u. a. beim Festival Junges Theater in Korbach).
Zudem zeigte er sein künstlerisches Schaffen in mehreren Ausstellungen in Nord- sowie Westdeutschland, darunter 1948 in der Kunsthalle zu Kiel vom Schleswig-Holsteiner Kunstverein in Verbindung mit dem Ministerium für Umsiedlung und Aufbau der Landesregierung veranstalteten Ausstellung Künstler, die zu uns kamen. 1950 war er zudem in der Ausstellung "Ostdeutsche Bildkunst" in der Kunsthalle Düsseldorf vertreten.

## Ausstellungen nach 1945
(E =  Einzelausstellung, G = Gruppenausstellung, K = Katalog)
- 1948 Künstler, die nach Schleswig-Holstein kamen, Ort: Kunsthalle zu Kiel, Veranstalter: Schleswig-Holsteiner Kunstverein (G, K)
- 1950 Ostdeutsche Kunst der Gegenwart, Ort: Kunsthalle Düsseldorf (heute Alte Kunsthalle, Veranstalter: Gemeinschaft Ostdeutscher Künstler (G, K), zusammen mit Käthe Kollwitz, Lovis Corinth, Max Pechstein u. a.[14][15]
- 1953 Malerei und Graphik, Oberschule Heide (G)
- 1978 Georg Hasse – Malerei und Graphik, Werner-Heisenberg-Gymnasium, Heide (E)

## Werkgalerie (Auswahl)

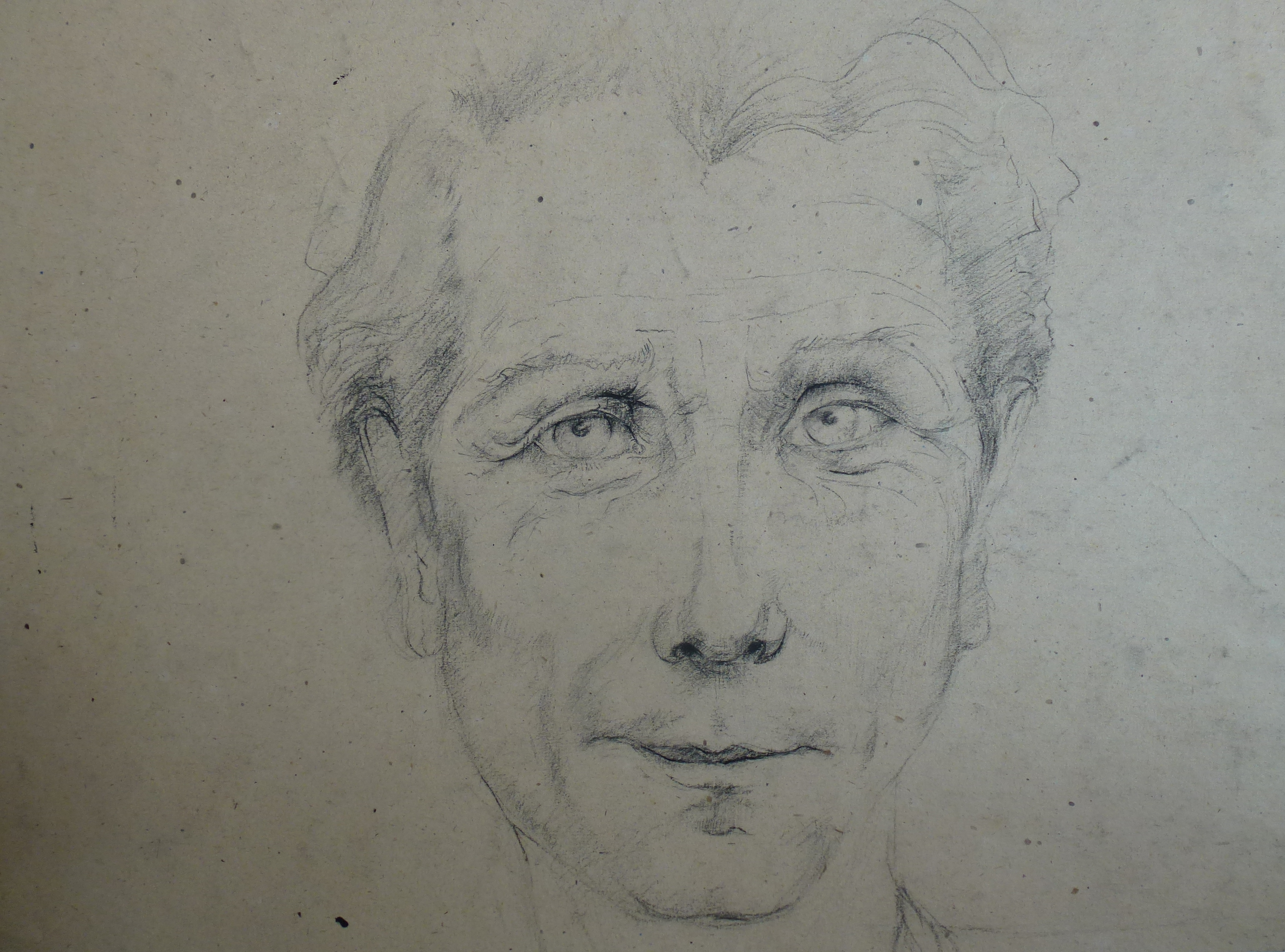
Selbstporträt Georg Hasse, Zeichnung, ohne Datum
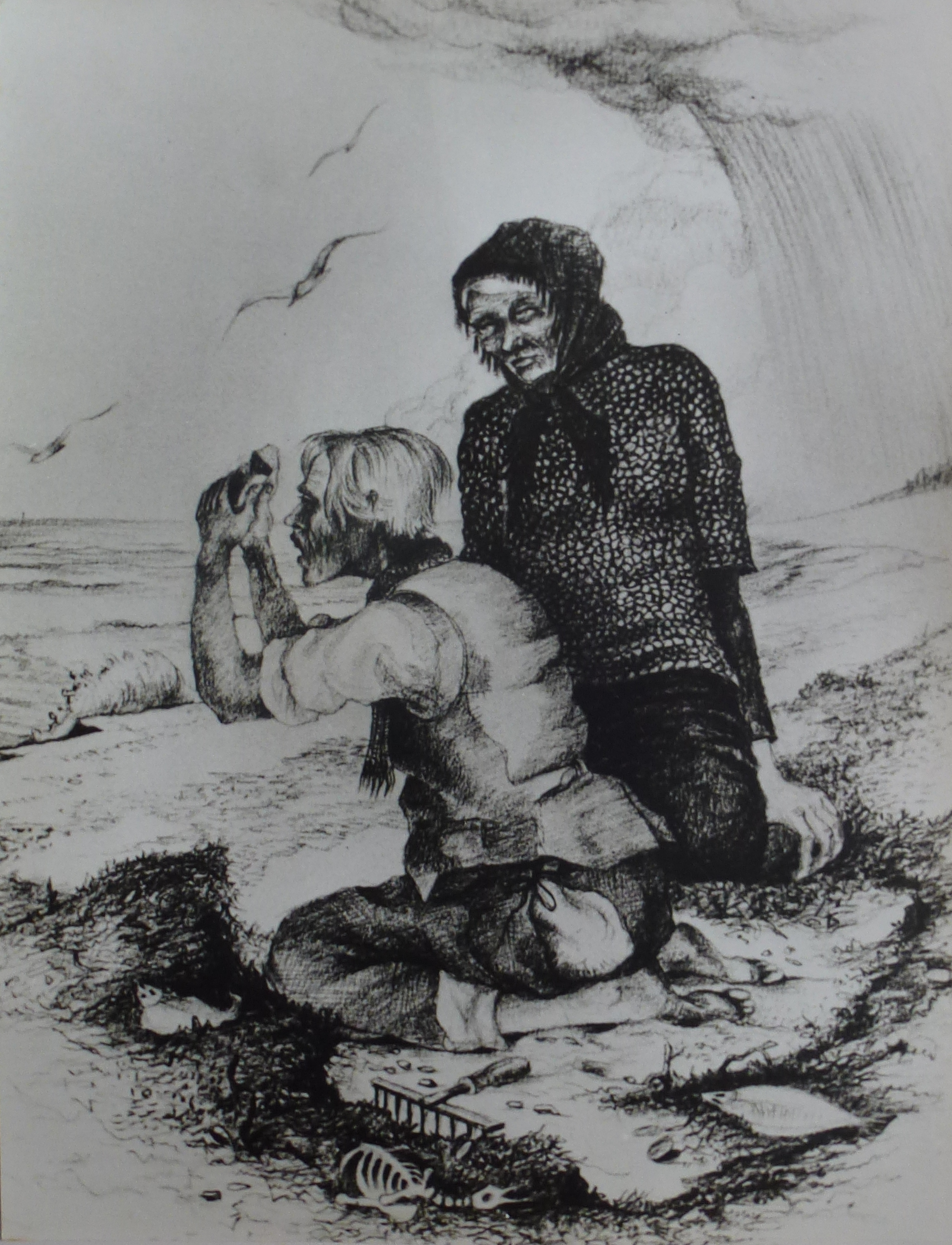
Bernsteinsammler, Zeichnung, ohne Datum
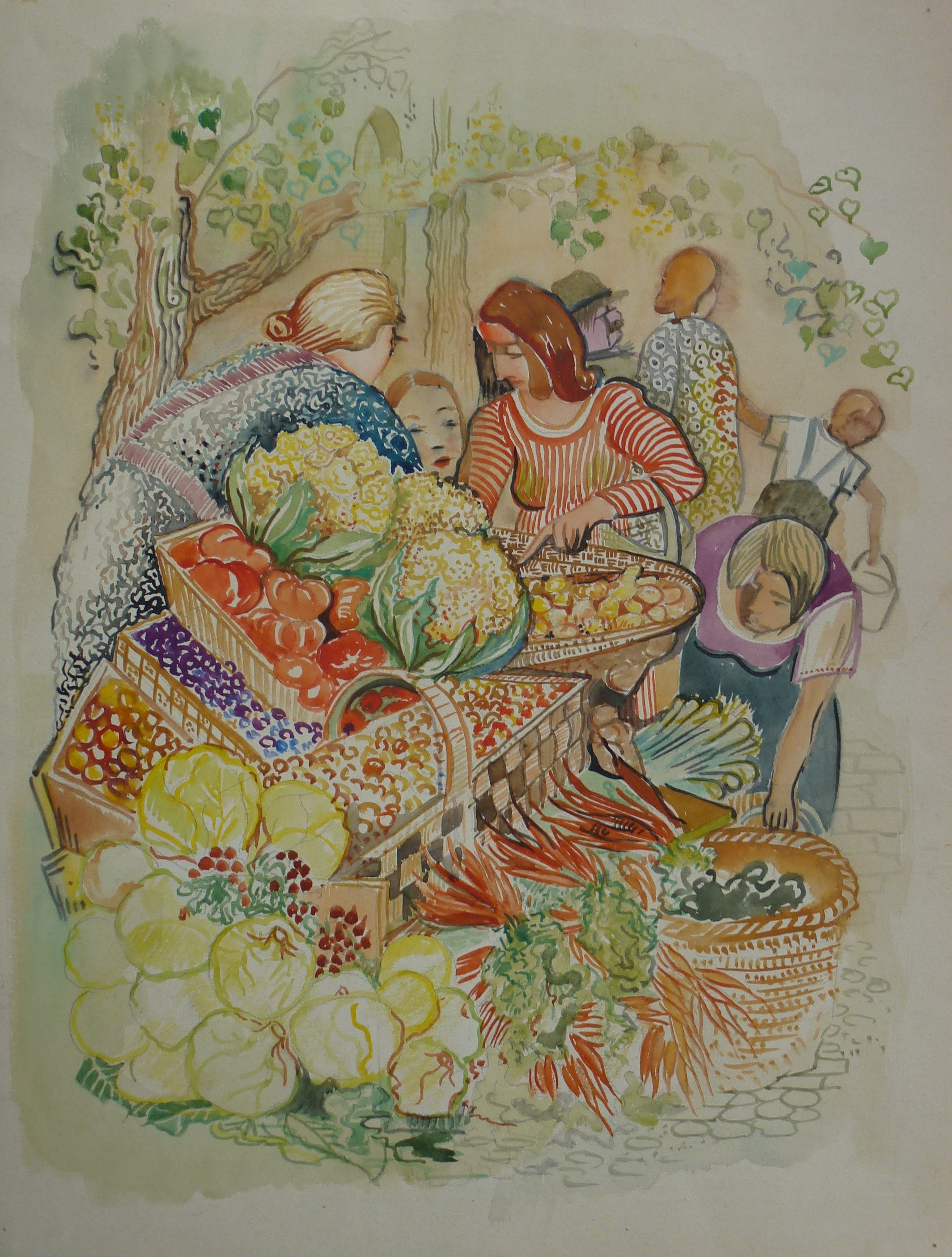
Gemüsemarkt, Aquarell, ohne Datum
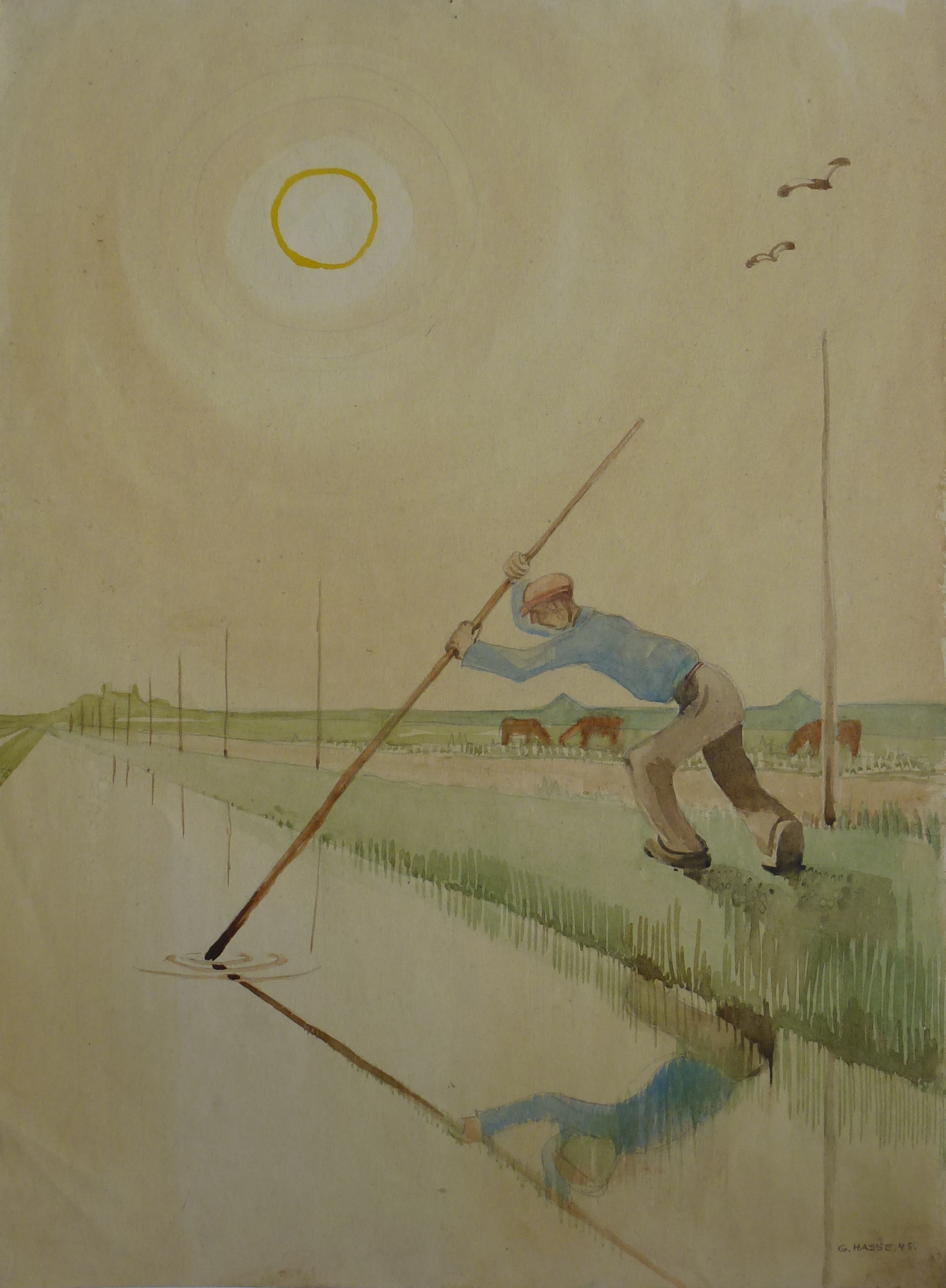
Klotstockspringer, Aquarell, 1945
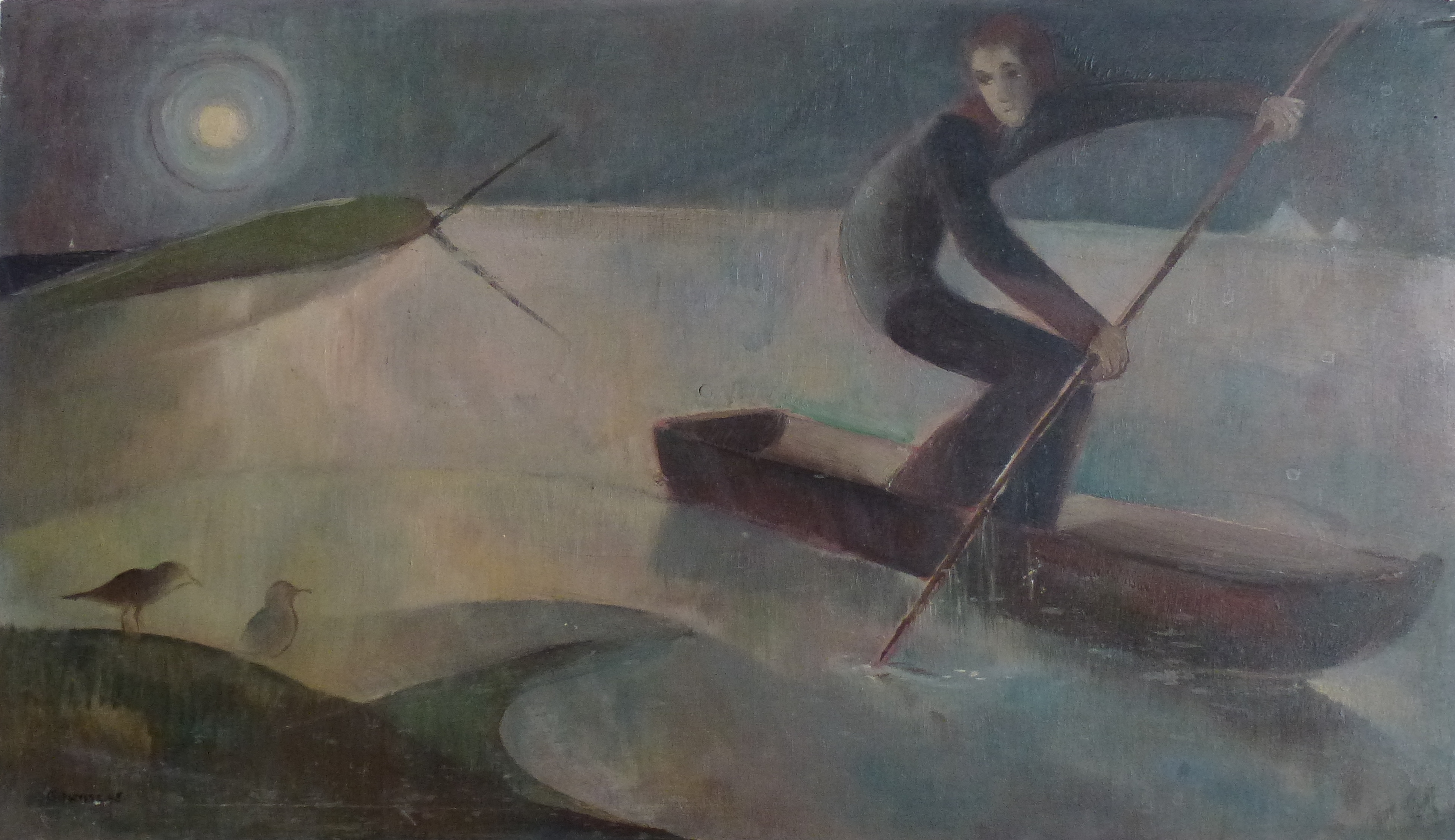
Überschwemmung, Gemälde, 1948